# Историјски ревизионизам
Историјски ревизионизам је реинтерпретација углавном ортодоксних погледа на доказе, мотиве и процес одлучивања који обухватају поједине историјске догађаје. Ревизиониста претпоставља да интерпретација одређеног историјског догађаја или периода, коју за исправну прихвата већина истраживача, треба да буде значајно измијењена — из разних разлога.
Важност историјског ревизионизма је сажето описао амерички историчар Џејмс М. Макфирсон сљедећим речима:
Историја је континуиран дијалог између садашњости и прошлости. Интерпретације прошлости се мијењају у одговору на нове доказе, нова питања која постављају докази, нове перспективе стечене проласком времена. Не постоји једна, вјечна и непромјенљива истина о догађајима из прошлости и њиховом значењу. Ревизионизам чини виталном и смисленом бескрајну одисеју историчара усмјерену ка разумијевању прошлости.

## Разлози за ревизију историје
Најуопштенији разлози за појаву историјског ревизионизма, односно ново тумачење историјских догађаја и процеса, могу се сажети на:
1. приступ новим подацима, најчешће у облику државних архива са којих је протеком времена скинута ознака „државне тајне“, а који дају потпуно нову перспективу, односно нова објашњења за одређене догађаје о којима је постојало укорењено мишљење или консензус;
2. нова научна достигнућа, прије свега из подручја природних или форензичких наука, који дају бројне нове податке односно алате за одређивање старости (датирање), поријекла и других особина људских остатака или археолошких артефаката;
3. промјене политичких околности које су налагале да се историја тумачи на један, односно спречавале да се тумачи на други начин, односно нови културни и политички трендови са којима се дотадашња историја или њено тумачење треба да „усклади“.

Управо је политички контекст, односно експлицитни или претпостављени политички мотив за ревизију историје један од разлога због чега израз „историјски ревизионизам“ често има негативне конотације. Томе је прилично допринијела историографија у другој половини 20. вијека, односно настојања појединих историчара да не само објасне, него и оправдају и рехабилитују губитничку страну у Другом свјетском рату. Због тога се често израз „историјски ревизионизам“ мијеша са „негационизмом“ или порицањем геноцида, односно тврдњама да се неки „проблематични“ догађаји који се сматрају дијелом историје једноставно нису догодили.